# China Moon - Luna di sangue
China Moon - Luna di sangue (China Moon) è un film del 1994 diretto da John Bailey.

## Trama
Kyle Bodine è un detective che insieme al suo partner ed amico Lamar Dickey, trascorre le giornate in ufficio e dentro la volante in giro per una città della Florida.
Dopo una giornata di lavoro, la pattuglia va a svagarsi all'interno di un pub. 
Mentre Lamar è assente, Kyle adocchia una ragazza di nome Rachel Munro, che suscita subito il suo interesse, così va a parlarle e i due fanno amicizia.
Quella stessa notte, Rachel è a casa sua mentre guarda alcune foto scattate da un uomo da lei assunto, ritraenti suo marito Rupert Munro, impegnato con un'amante. 
A questo punto si scopre che quest'ultimo, un ricco banchiere, oltre ad essere adultero, è un uomo dispotico, verbalmente e fisicamente violento nei confronti della moglie, che probabilmente per difendersene, ha acquistato una pistola calibro 9. 
Inizialmente titubante, Rachel dopo un altro episodio di violenza domestica, approfitta delle assenze del marito che continua a tradirla, per passare del tempo con Kyle, con cui trascorre una romantica notte in barca al chiaro di luna su un lago.
Qualche giorno dopo lei si reca a Miami da sola, mentre suo marito rimane in città. Tornata a casa, apparentemente per lasciarlo, mentre lui è ad un party, lei fa le valigie e Kyle rimane fuori ad aspettarla. 
Inizia a piovere a dirotto, Kyle non si accorge che Rupert è rientrato ed ha colto la moglie in camera da letto pronta ad andarsene. Inizia tra i due una discussione che sfocia nell'ennesima violenza, in cui Rachel rapidamente estrae la calibro 9 da un cassetto e lo uccide sparandogli due colpi, uno dei quali ne oltrepassa il corpo finendo incastrato in una delle pareti.
Rachel fa entrare Kyle e lo convince a non chimare la polizia, essendo l'arma del delitto non registrata. Così, cogliendo finalmente l'occasione di aiutarla, insieme ripuliscono la scena del crimine, coprendo il foro d'entrata sulla parete, per poi sbarazzarsi di ogni indizio, della pistola e del corpo che buttano nello stesso lago.
Rachel torna quindi a Miami quella notte stessa.
Rientra ufficialmente a casa qualche giorno dopo come se niente fosse e comportandosi normalmente, informa le autorità della scomparsa del marito. 
Iniziano le indagini, durante le quali Kyle ha modo di sottrarre dall'abitazione le foto riguardanti Rupert che altrimenti farebbero da movente per l'omicidio.
Durante gli interrogatori i due appaiono puliti, finché non viene rinvenuto il corpo di Munro, da cui viene però estratta una pallottola calibro 38, lo stesso calibro della pistola in dotazione a Kyle. Un'altra pallottola dello stesso calibro viene estratta dalla stessa parete ma in tutt'altro punto, lasciando intendere che si tratti della seconda. Il tutto avviene in presenza di Kyle che invece conosce la verità, ma non può compromettersi dichiarando diversamente.
I sospetti su Bodine sono sempre più accesi, il suo superiore lo sospende dal servizio e gli fa consegnare la pistola che con grande sorpresa di tutti, lui compreso, si rivela diversa da quella inizialmente datagli d'ordinanza.
Richiamato in centrale, sale sulla macchina di Dickey, dove sul cruscotto, nota una bussola. 
Una volta a casa, Kyle esamina le foto di Rupert, di cui una scattata dall'interno di un'automobile, mostra la stessa bussola.
Capisce di trovarsi all'interno di un complotto organizzato da Rachel e Lamar. 
Incontra il suo collega in un locale, e spiegandogli i suoi sospetti, lo trascina minacciandolo a mano armata, all'interno di uno stanzino dove lo attende anche Rachel che gli dice di aver già confermato tutto.
Nel frattempo il barista ha chiamato la polizia. 
Mentre Kyle lo tiene d'occhio, escono dal locale, lasciando lei all'interno. 

Le volanti arrivano senza che Kyle se ne accorga, infatti ignaro si volta armato verso le forze dell'ordine che gli sparano. Rachel corre fuori disperata ma Kyle muore poco dopo. Non prima d'aver commentato inopportunamente, muore anche Lamar, ucciso da Rachel.

## Produzione
Il film è stato girato nel 1991 in Florida, nelle località di Bartow, Lakeland e Tampa.

## Accoglienza
Stando ad alcune recensioni dell'epoca, quando uscì, il film si distinse e venne accolto positivamente. 
L'aggregatore di recensioni Rotten Tomatoes riporta una percentuale di gradimento del 40%.